# آنخل پیندادو
آنخل پیندادو (انگلیسی: Ángel Pindado؛ زادهٔ ۲۴ آوریل ۱۹۷۶) بازیکن فوتبال اهل اسپانیا است.
از باشگاه‌هایی که در آن بازی کرده‌است می‌توان به باشگاه فوتبال اتلتیکو مادرید، باشگاه فوتبال نئا سالامیس فاماگوستا، باشگاه فوتبال آلباسته بالومپیه، باشگاه فوتبال لاس پالماس، باشگاه فوتبال رویال آنتورپ، باشگاه فوتبال ختافه، باشگاه فوتبال گرانادا، و باشگاه فوتبال اتلتیکو مادرید بی اشاره کرد.